# Pie Eugène Joseph Neveu
Pour les articles homonymes, voir Neveu.
Pie Eugène Joseph Neveu, né à Gien le 24 février 1877 et mort à Paris le 17 octobre 1946, est un ecclésiastique français, religieux assomptionniste, évêque, qui fut administrateur apostolique de Moscou.

## Repères biographiques
Eugène Joseph Neveu est l'aîné d'une famille modeste et nombreuse (seize enfants). Son père est ouvrier dans une faïencerie. Il étudie à l'externat Saint-Joseph de Gien, au petit séminaire d'Orléans puis entre dans la congrégation de l'Assomption en 1895 en adoptant le nom en religion de Pie, en l'honneur de saint Pie V et du cardinal Pie, adversaire du libéralisme. En 1897, il devient profès perpétuel à Jérusalem et poursuit des études de philosophie et de théologie à Notre-Dame-de-France. Il devient en 1901 professeur au séminaire slave de Karagatch et reçoit l'ordination sacerdotale à Constantinople le 18 mars 1905.

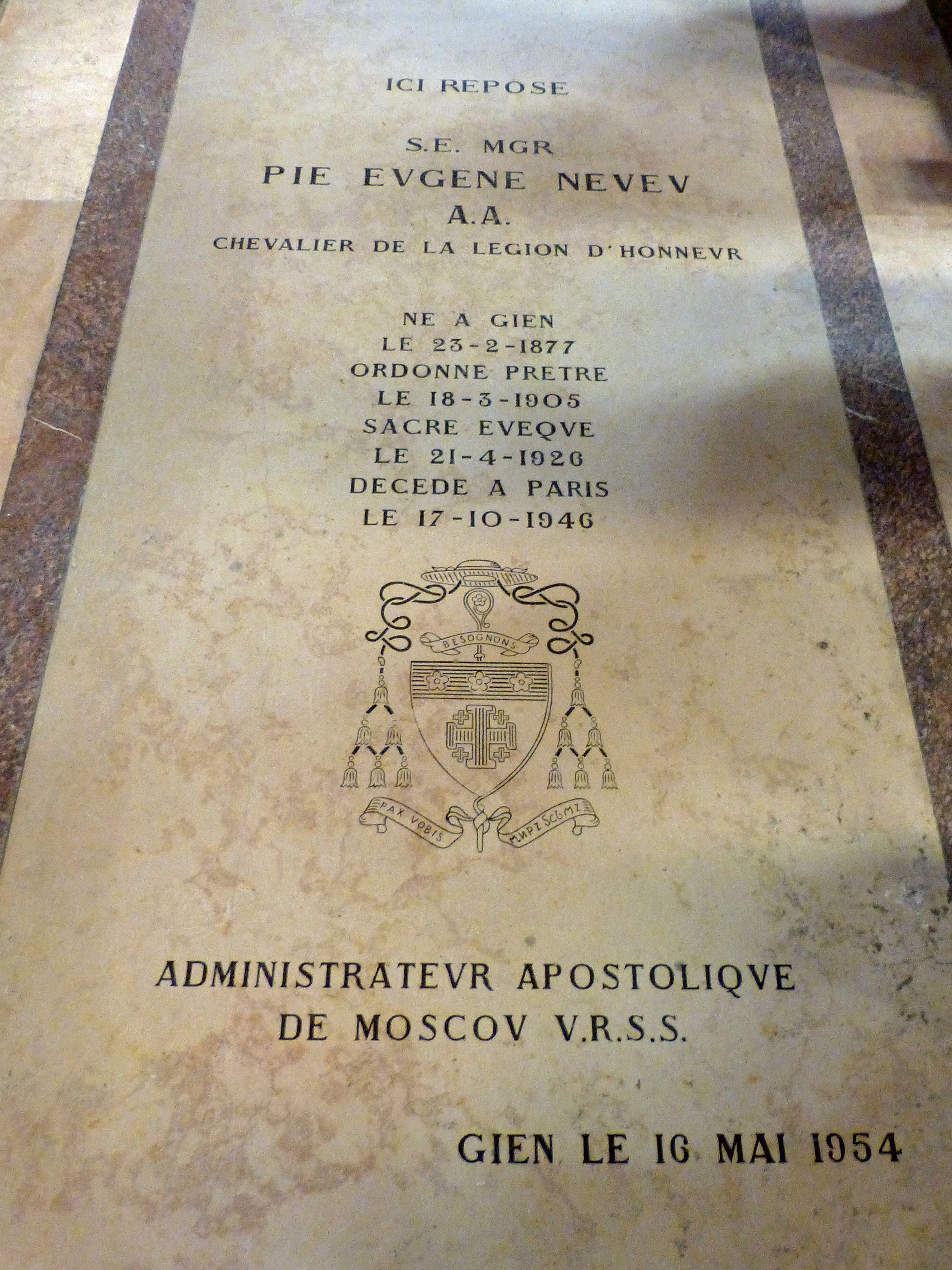
Pierre tombale à l'église Sainte Jeanne d'Arc de Gien

Sa vie va désormais être consacrée à l'apostolat dans le monde slave et oriental : après avoir été  professeur au collège de Varna, puis aumônier du Bon-Pasteur à Saint-Pétersbourg, il devient en 1907 curé de Makéïevka dans le bassin minier du Donetz, où ses paroissiens sont surtout des cadres ou des ouvriers spécialisés, et leurs familles, originaires de France et de Belgique en contrat d'expatriation. Il y fait construire une petite église de pierre qui est consacrée en 1915. Il remplace également le curé d'Enakiev qui, étant d'origine allemande, a été arrêté. Le Père Neveu y confesse en russe, langue qu'il maîtrise parfaitement. C'est dans cette fonction qu'il vit les événements dramatiques touchant la Russie, depuis le début de la Première Guerre mondiale jusqu'à la prise du pouvoir par les bolcheviks. Ceux-ci entament bientôt une persécution en règle des communautés chrétiennes, orthodoxes ou autres. La petite hiérarchie catholique est complètement décapitée et se retrouve sans évêque, après le procès à grand spectacle de mars 1923 organisé par Zinoviev et Krylenko qui aboutit à l'emprisonnement de Mgr Cieplak, Mgr Budkiewicz (fusillé), Mgr Feodorov et d'autres. Pourtant la même année le Père Neveu envoie un mémorandum au commissaire du peuple aux Affaires étrangères d'Ukraine Rakovsky, préconisant l'établissement de liens diplomatiques entre la Russie bolchévique et le Saint-Siège et la défense des intérêts des fidèles.
Soucieux de cette situation, le pape Pie XI envoie en Russie le jésuite Michel d'Herbigny qui, transitant par Berlin, y est secrètement consacré à l'épiscopat par le nonce apostolique Eugenio Pacelli, futur pape Pie XII. Monseigneur d'Herbigny a pour mission de passer sous un prétexte quelconque en Russie et d'y sacrer plusieurs évêques et administrateurs apostoliques  pour y reconstituer une hiérarchie catholique, fût-elle clandestine.
Pie-Eugène Neveu est choisi pour le siège de Moscou ; il est sacré évêque le 21 avril 1926 à l'église Saint-Louis des Français par Monseigneur d'Herbigny, toutes portes fermées, avec le titre d'évêque titulaire (in partibus) de Citrus (de). Il a donc en théorie sous sa juridiction presque tout le territoire de l'URSS et trois évêques également consacrés en secret et qui seront la plupart du temps emprisonnés : Mgr Boleslas Sloskans, Mgr Antoni Malecki et Mgr Alexander Frison. En pratique, il n'a aucun moyen d'exercer sa fonction.
Dès que sa consécration est connue, Monseigneur Neveu fait l'objet d'une surveillance constante par la police politique, bénéficiant cependant d'une protection officieuse par l'ambassade de France qui lui permet de mener tant bien que mal son apostolat auprès de quelques fidèles à Moscou, dont Camilla Krouchelnitskaïa qui sera fusillée en 1937. En 1933, Mgr de Guébriant obtient le droit de rendre visite à Mgr Neveu dans son appartement surveillé.
En 1934, il peut venir en France participer au pèlerinage national de Lourdes, aller à Rome où le pape le reçoit longuement. Retourné en Russie soviétique en 1935, il y consacre un évêque, le père Amoudru (curé de l'église Notre-Dame-de-Lourdes de Léningrad). Finalement des raisons de santé obligent Mgr Neveu à repartir pour la France en 1936.
Il rencontre une dernière fois, à Lisieux, Monseigneur d'Herbigny à l'occasion de la bénédiction solennelle de la basilique Sainte-Thérèse par le légat du pape, le cardinal Pacelli, le 11 juillet 1937 au terme du 11e Congrès eucharistique national.
Ne pouvant plus obtenir de visa pour l'URSS, il termine sa vie en France, rendant service dans différents diocèses. Il meurt le 17 octobre 1946 à Paris, après une cérémonie religieuse célébrée à l'église Saint-Pierre-de-Chaillot. Inhumé à Paris, son corps est transféré le 16 mai 1954 à l'église Sainte-Jeanne d'Arc de Gien.